# Salmorejo

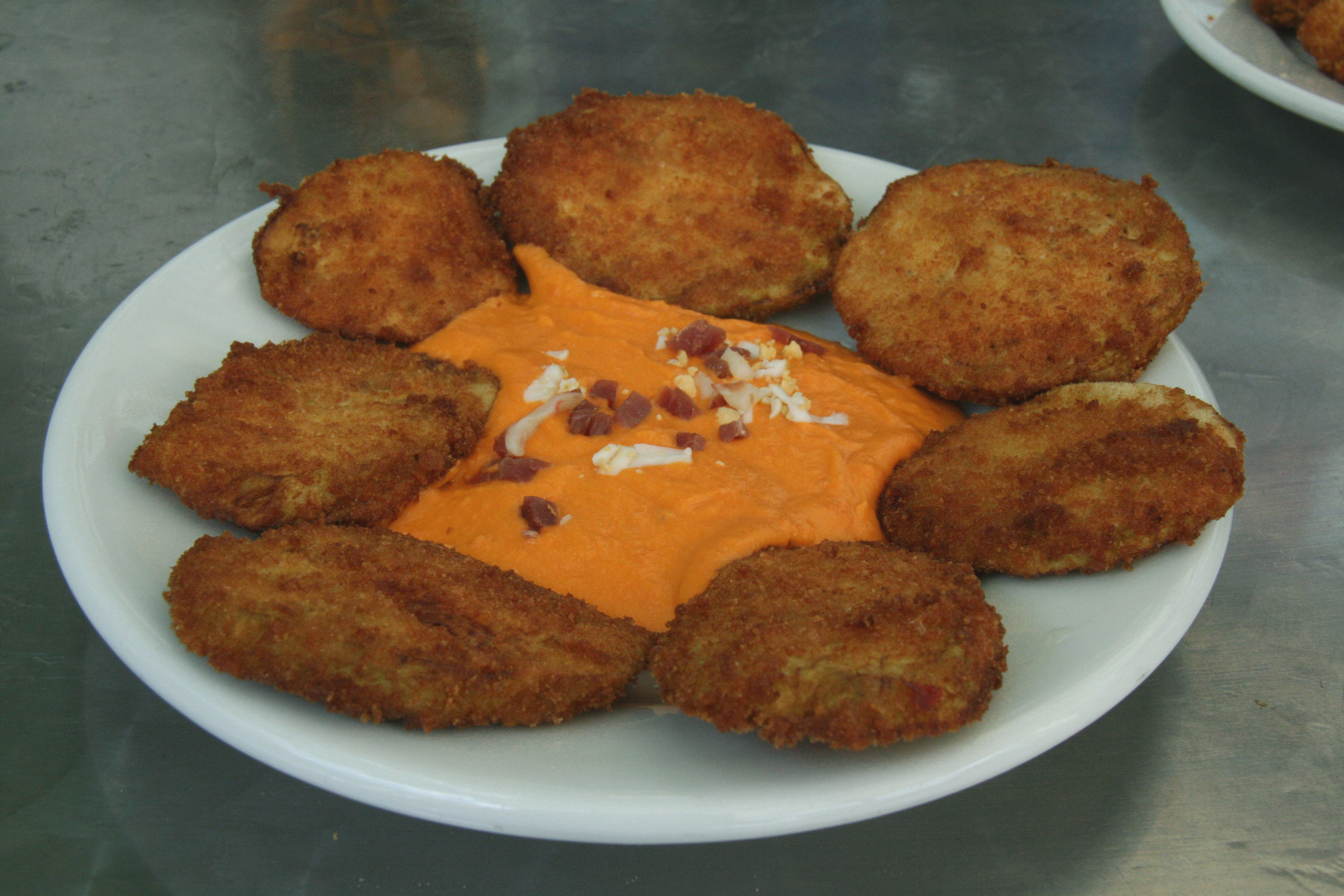
La textura cremosa permite que sea empleado como una salsa para mojar. En la foto acompañando a unas berenjenas empanadas fritas.

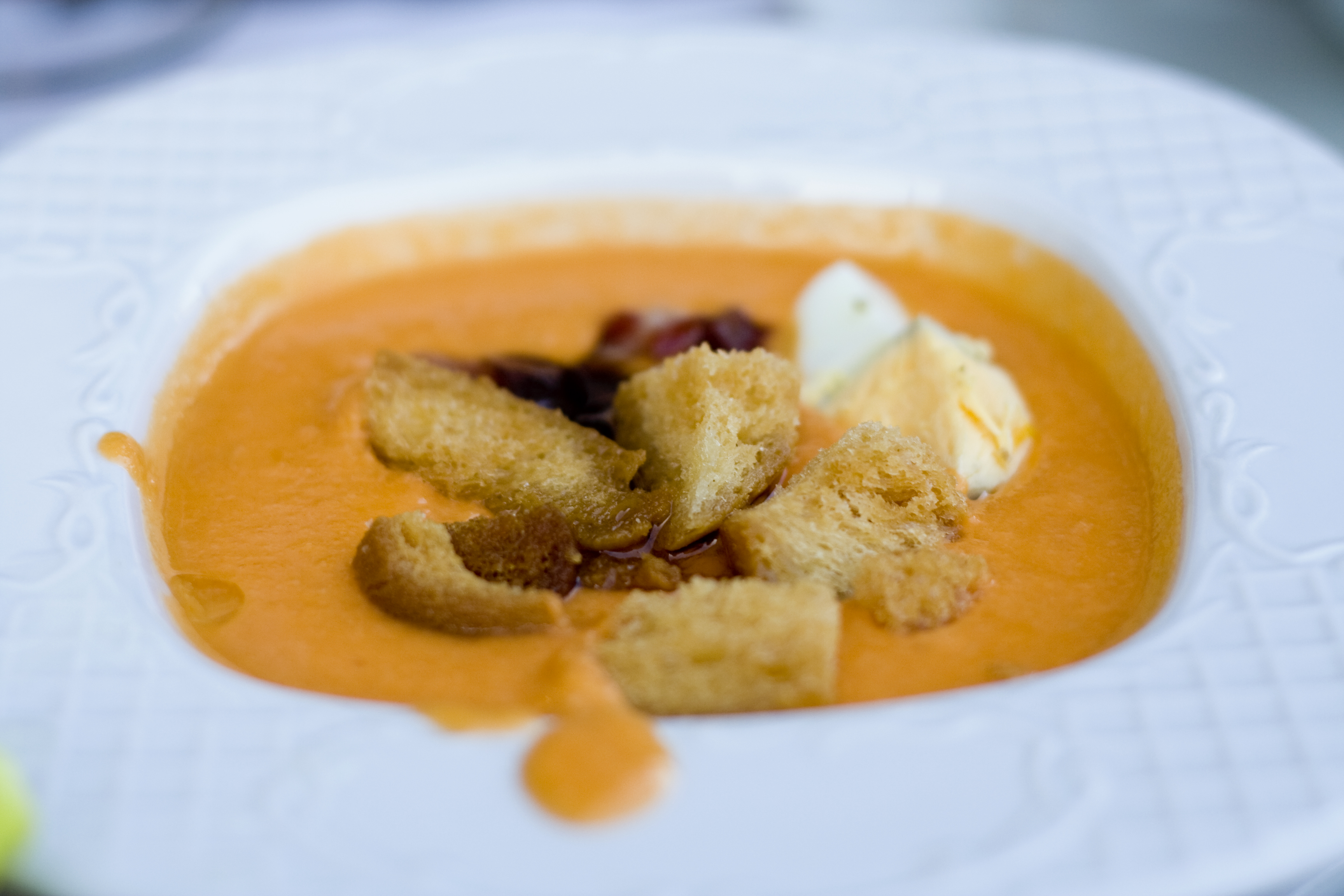
Detalle de los acompañamientos de un salmorejo (en este caso jamón y huevo duro), añadidos generalmente al emplatar el salmorejo.

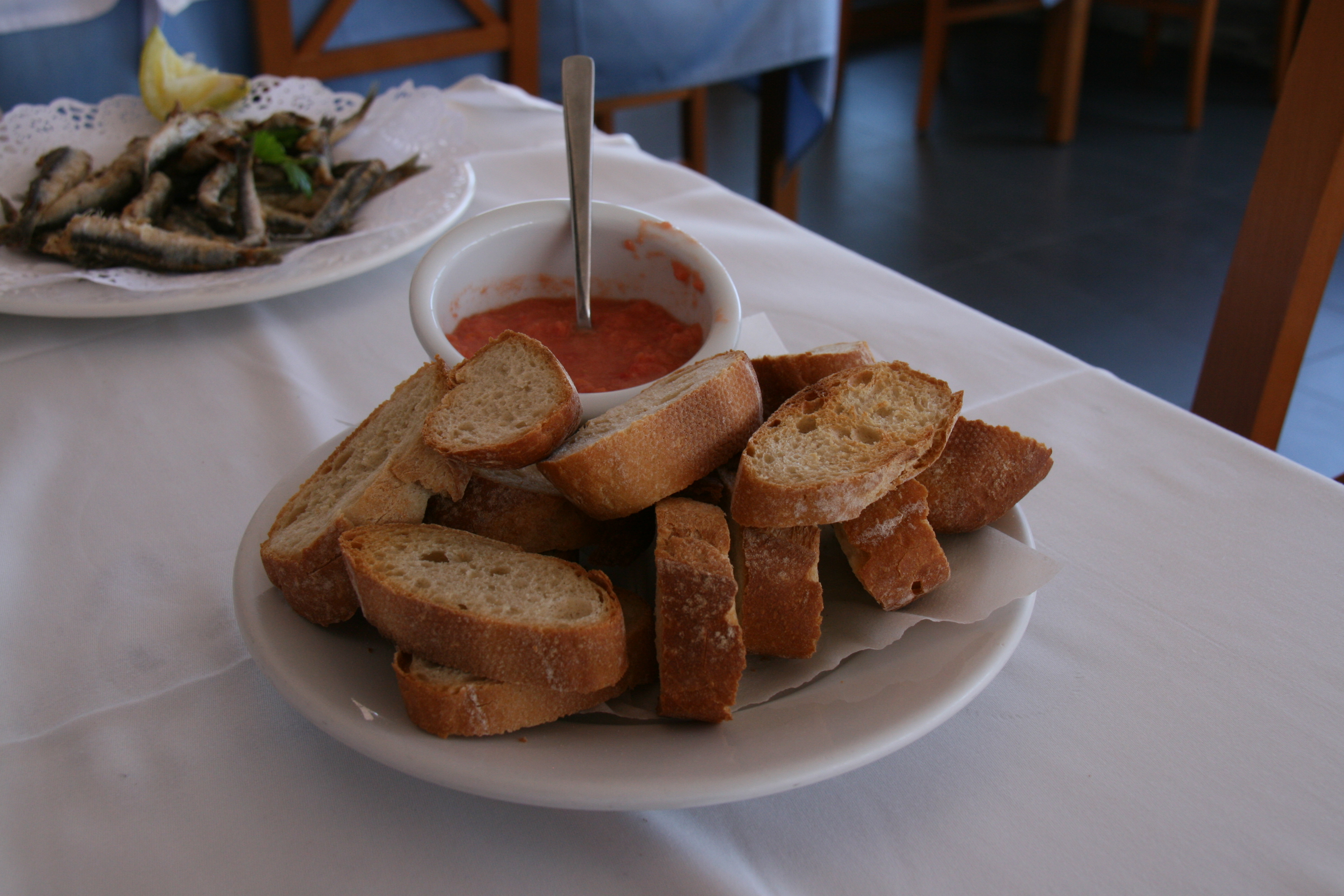
El pan es un ingrediente fundamental en la textura cremosa final.

El salmorejo cordobés es una crema fría servida habitualmente como primer plato originaria de Córdoba, España. Se elabora mediante un majado (machacado, triturado) de tomate, ajo, aceite de oliva, sal y una cierta cantidad de miga de pan, típicamente de telera, que es un pan candeal también cordobés. Por los ingredientes empleados, el salmorejo se considera una preparación bastante económica. Se suele servir con pedacitos de otros alimentos en su superficie, como virutas de jamón y huevo duro.
Debido a la inclusión de pan, su consistencia final es la de un puré o salsa espesa. Por ello a veces se sirve como una salsa para mojar otros alimentos (frituras generalmente).
El posible origen del salmorejo, entendido como lo es en la actualidad, se remonta a un periodo que va desde el siglo XIX a comienzos del siglo XX, donde el último ingrediente a incluir en la popular receta fue el tomate. Sus orígenes corresponden a los de un plato humilde que fue popularizado lentamente fuera de Andalucía a lo largo de mediados del siglo XX. En la cocina española existe polisemia con otro tipo de preparaciones (denominadas salmis) que suelen ser guisos de caza menor, como pueda ser el conejo (proporcionando el conejo en salmorejo) y cuya composición y preparación es completamente diferente, a pesar de poseer el mismo nombre. Es por esta razón por la que cabe destacar que, a pesar de haber sido aceptado el salmorejo como una especie de gazpacho espeso, en algunas regiones de España es considerado en la actualidad como una especie de guiso de diversas carnes de caza (salmis). Posee algunas similitudes con el popular gazpacho; entre las diferencias cabe destacar el abundante uso de pan en su elaboración que hace al salmorejo más denso. Otro plato denominado tradicionalmente salmorejo es, en Málaga, la hoy conocida como ensalada malagueña. En Antequera se prepara de una manera similar, añadiendo pimiento rojo y se denomina porra antequerana.

## Historia

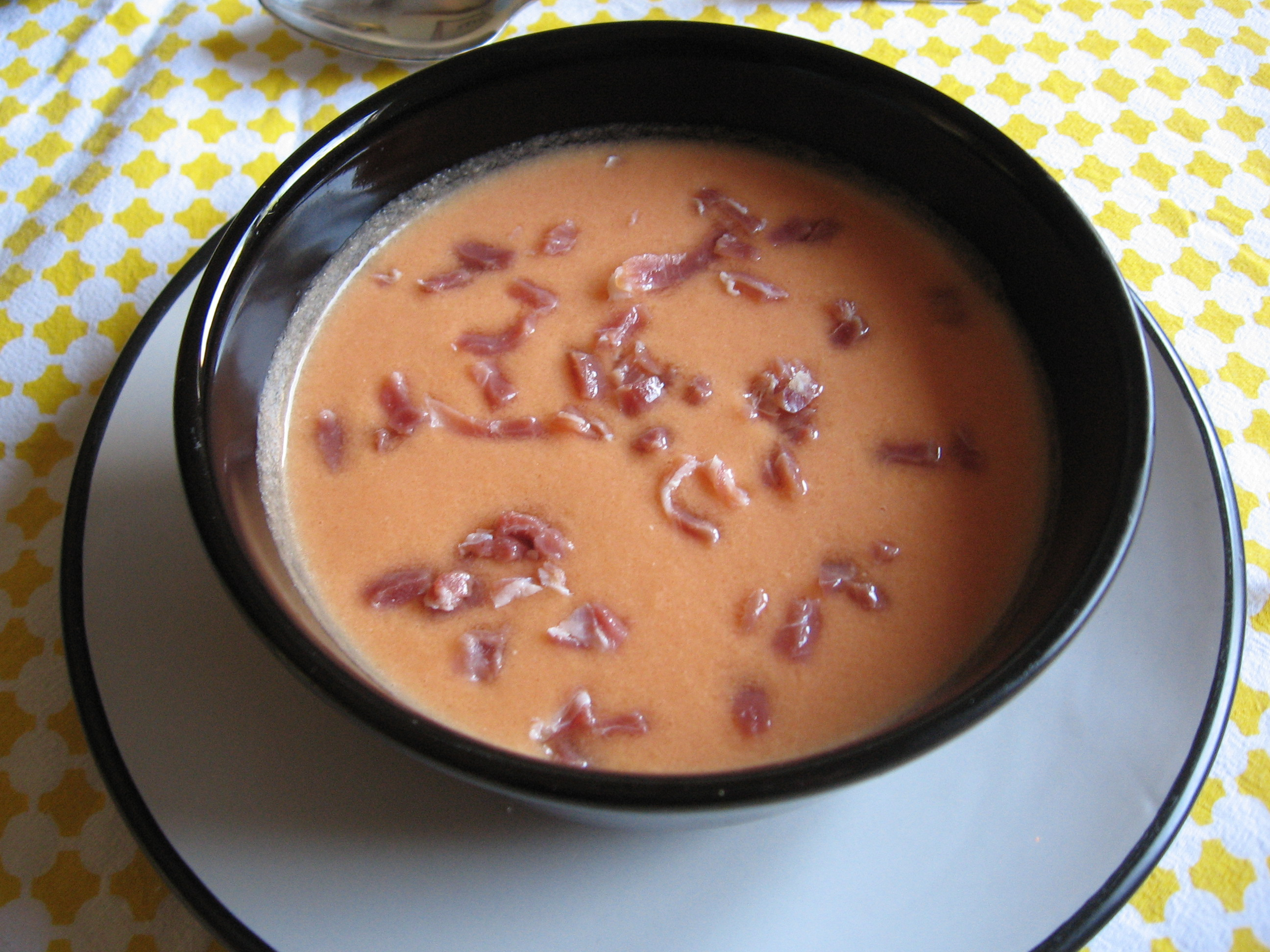
Salmorejo de Córdoba con sus virutas de jamón.

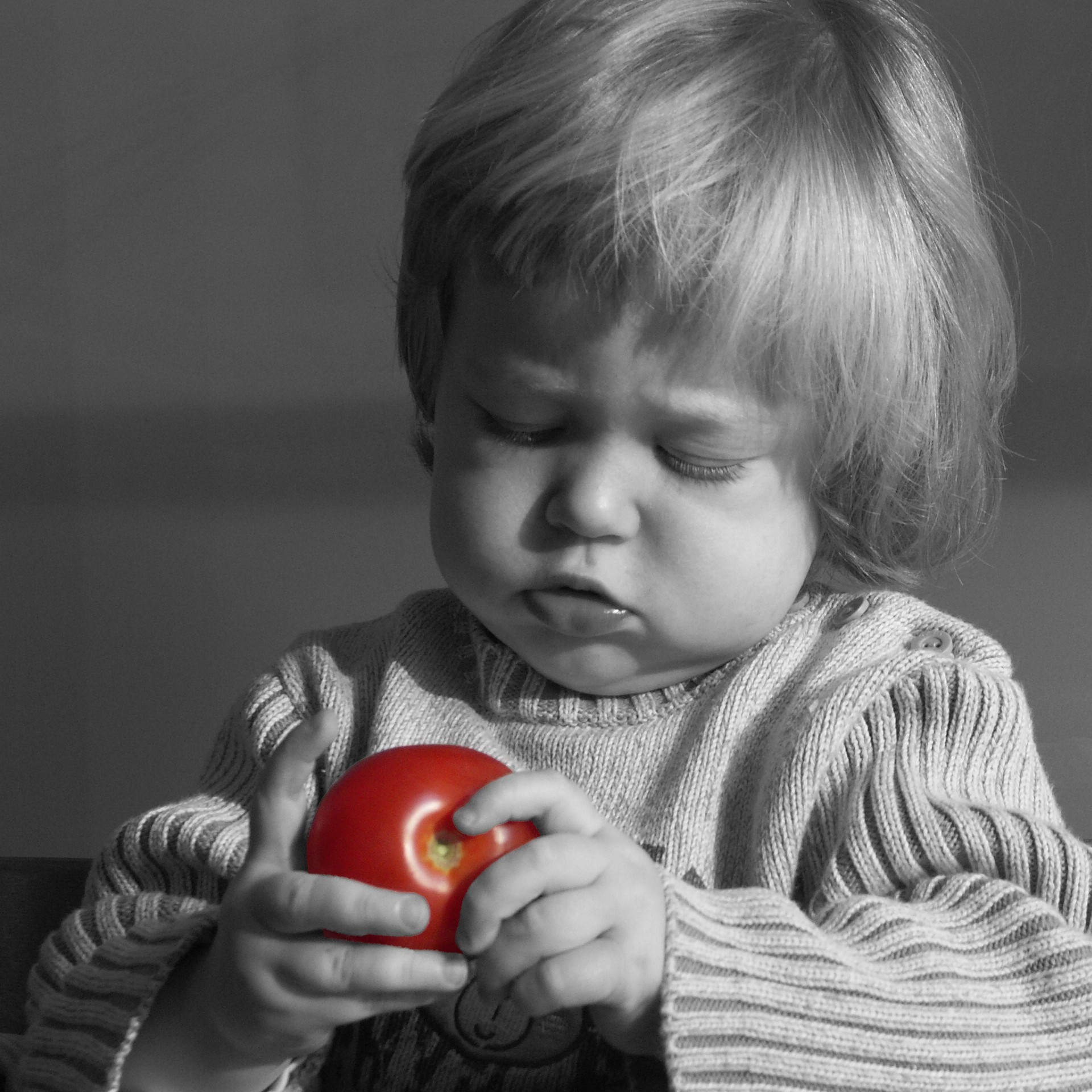
El tomate es el único elemento que proporciona color rojo al salmorejo debido a su aporte de licopeno (colorante rojo).

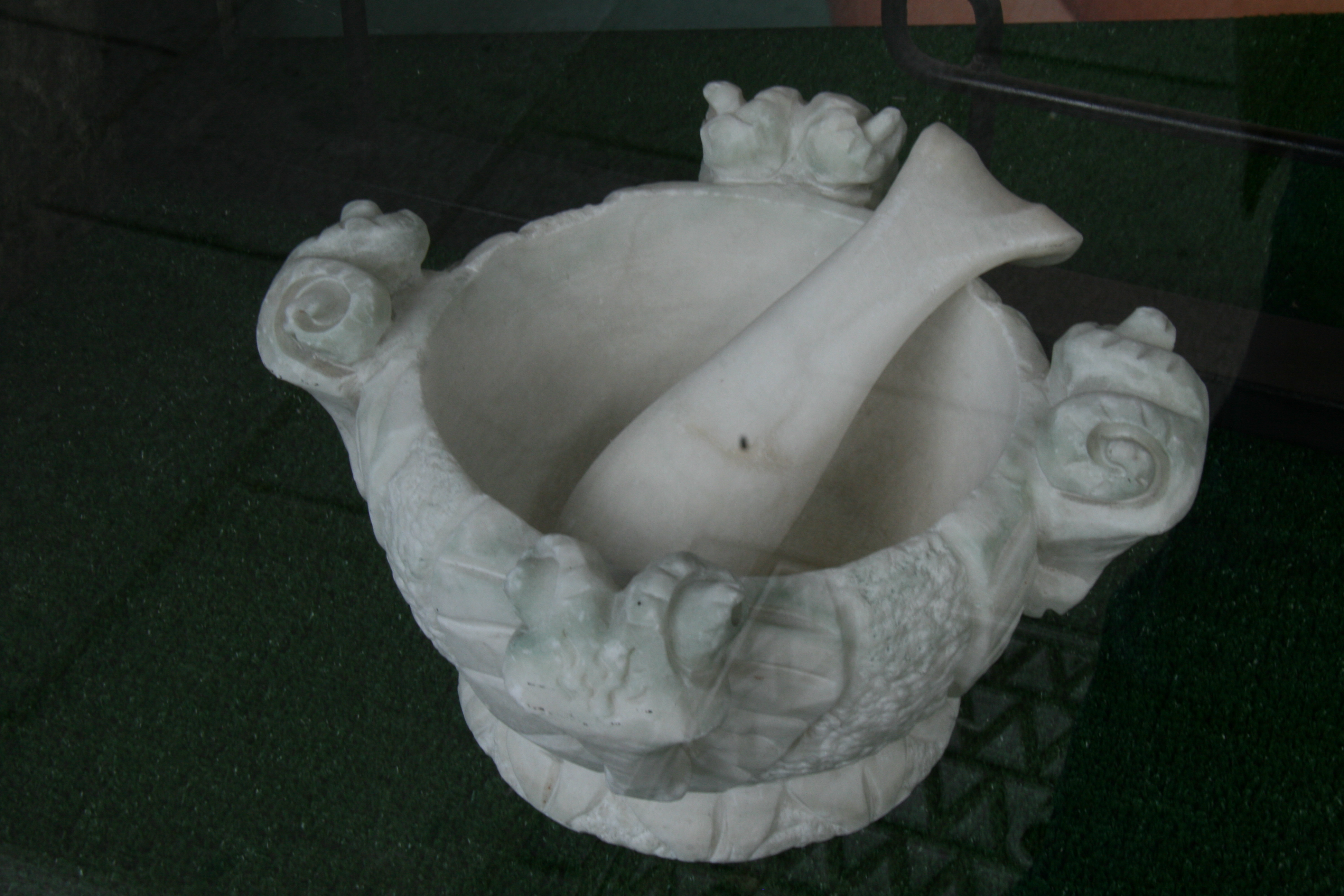
Mortero, -mortarium-, instrumento con el que antaño se elaboraba el salmorejo, mediante majado.

La historia del salmorejo, como preparación culinaria, se remonta a los primeros instantes de la humanidad en los que se trituraban los ingredientes en un par de piedras. Esta forma primitiva de cocinado por trituración mecánica era muy popular, y se aplicaba a un gran número de alimentos. En los inicios estos salmorejos desde luego no llevaban tomate, y eso los convertía en lo que se denomina salmorejo blanco. La historia culinaria del salmorejo posee dos hitos históricos importantes, el primero es la incorporación del tomate como ingrediente capaz de proporcionar color rojo, y el segundo fue el advenimiento de la electricidad en los procesos culinarios con la incorporación de electrodomésticos como fue la batidora eléctrica. Ambos ocurrieron en un periodo de tiempo inferior a un siglo.

### El salmorejo blanco
La práctica de majar (o desmenuzar) los alimentos se remonta desde Neolítico, o incluso al Paleolítico. El empleo de piedras que trituraran algunos alimentos duros, y que los hiciera más digestibles era una práctica muy habitual en tiempos remotos. Algunos autores mencionan que es una forma primitiva de cocinar. Los instrumentos para majar ciertos alimentos fueron perfeccionándose lentamente, hasta llegar al sofisticado mortero (o metate, e incluso la simple piedra de moler). En la historia de la gastronomía de España la invasión del Imperio Romano trajo el empleo civilizado del trigo (en forma de pan) y sus subproductos en forma de sopas y gachas (que denominaban genéricamente como: puls). Los puls eran una mezcla de harina de trigo con agua salada, era un alimento básico habitual de las clases humildes romanas y de los legionarios. Los romanos empleaban los morteros (los mortarium) para triturar los alimentos. Este uso del mortarium puede verse en De re coquinaria de Apicio. Era costumbre de los soldados romanos beber igualmente una mezcla de vinagre y agua, denominada posca. El mismo Apicius incluye recetas con mezcla de pan y vinagre en forma de salsas. Esta especie de bebida refrescante, el posca, a veces servía para remojar el pan duro, o pasado de fecha. Este tipo de preparación en el que se mezcla el pan con una salmuera de vinagre es ciertamente muy antiguo, de él se posee noticias en la Biblia cuando en el libro de Ruth se menciona: acércate, coge pan y moja la rebanada en el vinagre.
En la historia del pan puede comprobarse que muchas preparaciones culinarias medievales necesitan de pan como ingrediente, o bien de sus derivados. El pan primitivo era tosco, integral y a menudo tostado. No era de extrañar que fuera remojado en salmueras con el objeto de mejorar su apariencia y textura, un ejemplo de ello se tiene en las primitivas cachorreñas y los salmorejos calientes (habituales en Cádiz y Málaga). Estas prácticas de mezclar pan con agua ya se realizaban incluso en Mesopotamia. Quizás esta forma de preparar estas sopas con el pan fuese ya anterior a la época romana de Hispania, donde se encuentran platos como el moretum. En él se pueden ver similitudes con el salmorejo primitivo, los ingredientes del moretum eran muy simples: pan remojado, ajo, vinagre. Era un salmorejo blanco (es decir un salmorejo albo).
En los orígenes árabes de la cocina cordobesa del califato, es posible que fuera un simple majado de ajos, sal, molla (miga de pan) y aceite crudo con vinagre. Todo ello con aspecto de crema. Majado con el al-mihrás (o almirez) de materiales como madera, piedra o cobre. El almirez es descrito por algunos autores del siglo XIII, siendo su uso muy habitual como instrumento de cocina. El almirez es empleado en la cocina española posterior, tal y como puede verse en el cuadro de Velázquez: Vieja friendo huevos. Algunos autores culinarios posteriores como Ruperto de Nola (Libro de los Guisados y Potajes) y Martino da Como (Liber de arte coquinaria) tratan en sus libros de cocina acerca del majado. El mismo Ruperto Nola ya menciona el uso de pan remojado en vinagre: tomar un migajón de pan remojado con vinagre blanco. Algunos platos andalusíes con pan y vinagreta se servían en las bodas y se denominaban al-mujallal, en Córdoba era muy popular la balaya (un esturión en cazuela de barro). Otros platos andalusíes eran el almorí (una salsa aplicada a numerosos platos que consistía en una mezcla de harina con sal y vinagre), la muria (salsa salada), etc.

### El salmorejo se enrojece
A mediados del siglo XV ya existían en la cocina española diversas salsas elaboradas con mezclas de pan, una salmuera y vinagre. Todas ellas herederas de las masas romanas y andalusíes como lo es la mazamorra. Desde la época andalusí poco se mencionan gachas similares al salmorejo, una referencia literaria del arcipreste de Hita sobre los hormigos es un buen ejemplo. Se elaboraban generalmente majados de pan con hortalizas como la cebolla, todas estas preparaciones eran de origen humilde y popular. No figuraban entre los recetarios culinarios de las clases altas, o de los reyes. Quizás haya sido esta la causa de su escasa documentación.
En el año 1492 el navegante Cristóbal Colón descubre América y posteriormente el tomate es introducido en España. El primer europeo en describir el tomate es Bernal Díaz del Castillo en la conquista de México, describe cómo los indios preparan unas gachas similares a la mazamorra en las que incluyen el tomate. Esta hortaliza se trasladó a Europa y fue aceptada lenta y progresivamente en las costumbres culinarias andaluzas. En el siglo XVII o XVIII empezarán a elaborarse algunas preparaciones con esta hortaliza con el objeto de obtener el color rojo de la misma (debida al colorante licopeno). Ya a comienzos del siglo XX algún autor culinario menciona que el salmorejo se prepara con una mezcla de miga de pan remojada en agua con vinagre y que posteriormente se maja en un mortero con ajo. Los días de fiesta, o de mayor disponibilidad de alimentos, se suele añadir un tomate y un huevo duro. El repostero Juan de la Mata menciona un salmorejo denominado capón de galera, en el que la miga de pan remojada y el vinagre participan de su composición.
En el Diccionario de Autoridades del año 1737 aparece como entrada salmorejo, y define como una salsa con la que se suelen aderezar los conejos y menciona: pimienta, sal y vinagre entre otras especias. Alude al salmis. A pesar de las coincidencias de nombre y algunos ingredientes, se trata de una salsa guisada y que se toma caliente; en la actualidad no tiene nada que ver con el salmorejo cordobés. A pesar de la lenta incorporación del tomate en la culinaria española, el salmorejo no comienza a ser rojo hasta bien pasado el siglo XIX, y comienzos del XX. De esta forma se tienen numerosos libros de cocina españolas de comienzos del siglo XX que no incorporan el tomate en la receta. De esta forma Dionisio Pérez (Post-Thebussem) lo menciona como un plato económico y no menciona el tomate entre sus ingredientes, de la misma forma Ángel Muro en su famoso libro El Practicón, Emilia Pardo Bazán en su cocina española antigua de 1913 menciona como los gazpachos son servidos en las mesas de reyes, etc.
El salmorejo se convirtió en una crema roja debido a la incorporación tardía y casual del tomate como ingrediente a comienzos del siglo XX. Antes no existe constancia documental de su uso, principalmente por las recetas publicadas a comienzos del siglo XX. Aunque existen sospechas populares de su uso. No obstante cabe mencionar que existen pocas recetas de salmorejo en los tratados culinarios de comienzos de siglo y todas hacen referencia al salmis. Las hortalizas ya se añadían al majado de los salmorejos blancos, hortalizas como cebollas, espárragos, etc. La popularidad del tomate hizo que poco a poco se fuera incorporando al majado de forma recurrente. Hasta lograr ser la preparación que conocemos en la actualidad. La aparición de los electrodomésticos en la cocina popular a mediados de los años sesenta hizo que la operación más laboriosa del salmorejo, el majado, se realizara de forma más sencilla. Pronto los morteros y almirez quedan obsoletos, y poco a poco se desvinculan del proceso de elaboración del salmorejo. Este mismo proceso evolutivo lo sufre el gazpacho. El salmorejo se convierte en una preparación más disponible y su demanda y popularidad crece a finales de los años setenta.

## Etimología
El diccionario de la RAE del año 1817 denomina al salmorejo como oxalme muria (salmuera con vinagre), con ello reivindica su pertenencia a los alimentos mezcla de sabores ácido-salado. De todas formas no queda resuelta su polisemia con el salmis. A pesar de todo algunos autores aluden al origen etimológico del salmorejo considerando que está muy relacionado con un agua cargada de sal. Su nombre puede aludir a una especie de salmuera refrescante: salmorejo. Recuerda a una evolución lingüística de una mezcla de dos conceptos: sal-moretum. El moretum es una salsa, de origen romano, que se elaboraba con mortero. Moretum es una variante de la denominación latina: mortero: mortarium. Sal-mortarium pudo haberse transformado en el actual salmorejo. Sobre la alusión etimológica de la sal en la denominación del salmorejo, hay varios estudios lingüísticos que relacionan la palabra salmorejo con salmuera. En aragonés la palabra salmorrada se entiende como: sal abundante, disuelta en vinagre, que emplean como astringente. Otras posibles derivaciones etimológicas pueden provenir de la salsa andalusí almorí.

## Características
Al igual que otros gazpachos andaluces (y del resto de regiones españolas), se trata de un simple majado (machacado o triturado) de diferentes ingredientes. Esta operación se realiza hasta lograr una finísima textura de crema, elaborada con pan,, tomates, ajos y aceite de oliva virgen extra (vinsgre opcional). Tradicionalmente se realizaba con un mortero, pero en la actualidad se elabora con una batidora eléctrica. El resultado final es el de una crema que puede ir entre un rojo ligero a un rosado (dependiendo de la proporción de los ingredientes). Poco a poco el avance de la industria alimentaria y la conservera va permitiendo que sea posible adquirir el salmorejo envasado; de esta forma es posible encontrarlo en la zona de refrigerados de algunos supermercados españoles, pasteurizado en Tetra Brik, o pequeñas terrinas.

### Ingredientes
El ingrediente principal del salmorejo es el pan, concretamente la miga, es decir, el interior esponjoso del pan. Bien sea pan de harina de trigo, de centeno, de cebada, etc. El pan se remoja en agua con sal y vinagre (opcional). El empleo de ajo añade sabor y aroma a la preparación del salmorejo. El aceite incluido en su preparación es siempre de oliva. El salmorejo, no obstante, posee en su moderna elaboración una hortaliza protagonista: y es el tomate. Algunas veces se emplea pan duro, en otras ocasiones pan tostado. El tomate le proporciona el color rojo debido a su contenido de colorante alimentario natural: el licopeno. Existen preparaciones modernas en las que se emplea algunos pedazos de tomate seco, con el objeto de proporcionar un sabor especial. El vinagre empleado en la salmuera puede ser de Jerez, de Montilla, etc. Por regla general se emplean los vinagres autóctonos. En la actualidad hay cocineros que no lo añaden en absoluto, y esto es objeto de discusión. En algunas se emplea vino blanco en lugar del vinagre. El uso de pimienta aparece en algunas recetas. En la actualidad, la preparación del salmorejo carece de cantidades y proporciones estipuladas, e incluso de ingredientes específicos. Esto deja abierta la posibilidad de numerosas variantes con la misma denominación.
Una receta del salmorejo cordobés fue estandarizada por el Departamento de Bromatología y Tecnología de los Alimentos de la Universidad de Córdoba, a partir de visitar 754 establecimientos de restauración de la ciudad de Córdoba. El resultado del estudio fue:

1.000 g de tomate, 200 g de pan de telera, 100 g de aceite de oliva virgen extra, 5 g de ajo de Montalbán y 10 g de sal. Esto corresponde por 100 g de producto a 117,4 kcal, 1,8 g de proteínas, 8,1 g de lípidos, 9,9 g de carbohidratos, 1,2 g de fibra y 380,7 mg de sodio. Como ingredientes extra minoritariamente se usa el vinagre (18% de las encuestas) y como guarnición de forma mayoritaria, taquitos de jamón y huevo duro, en tanto que algo más de un 25% añade un chorro de aceite sobre el producto terminado.
Departamento de Bromatología y Tecnología de los Alimentos. Universidad de Córdoba (2016)

### Majado
El pan y el ajo suelen majarse finamente con un chorro de aceite de oliva virgen extra. Por regla general el pan se pone a remojar, un mollete duro, en un poco de agua con vinagre de Jerez. En algunas recetas como ingrediente ácido se incorpora el zumo de las naranjas en lugar del vinagre. En algunas ocasiones se suele añadir la yema de un huevo duro, para espesar más el resultado final. El resultado final es una especie de crema (en textura) que permite ser servido como primer plato. A veces, incluso, como plato único.
El salmorejo, al igual que el gazpacho, puede ser servido fresco en un recipiente cóncavo, generalmente un bol o cazuela de barro. Es tradicional que se sirva cubierto en su superficie de clara de huevo duro picada, jamón serrano picado (virutas de jamón) y un pequeño chorro de aceite de oliva. En algunos casos también se incorporan trozos de pan tostado o picatostes. Las decoraciones dependerán del arte, de los gustos de la zona, etc. Aparte de los ingredientes incorporados en su preparación, existen pequeñas variantes de ejecución en algunos cocineros, como por ejemplo aquellos que dejan reposar la sopa unas horas tras su majado, con el objeto de que se asienten los aromas. Mientras que en otros casos se sirve de inmediato.

### Diferencias con el gazpacho andaluz
Existen algunas diferencias fundamentales entre ambas preparaciones culinarias. Las sutiles diferencias hacen que, a veces, se confundan por su similitud. Existen, no obstante, diferencias y similitudes entre ellas que conviene destacar. Una de las principales diferencias radica en la química de su preparación: el salmorejo es básicamente una emulsión (mezcla de líquidos inmiscibles: agua y aceite), mientras que el gazpacho es una simple mezcla de hortalizas. La emulsión del salmorejo se produce entre el agua y el aceite de oliva —ambos inmiscibles— en virtud de la operación de majado. El ajo empleado en su elaboración hace de saborizante y emulsionante natural, por lo tanto su uso favorece la creación de dicha emulsión.
| |
| Un salmorejo en el que se puede apreciar la textura cremosa (debido al uso abundante de miga de pan) |

|                                              |
| un gazpacho con su consistencia más líquida. |

La segunda diferencia entre ambos es la textura final. El salmorejo emplea una mayor cantidad de miga de pan y es por esta razón por la que la textura del salmorejo le hace ser más denso y cremoso que el gazpacho. El salmorejo casero posee una textura más próxima a una mahonesa suave, debido a que suele llevar un mayor contenido de pan y, sobre todo, de aceite de oliva virgen extra, y además no se emplea en su elaboración agua añadida. La tercera diferencia se encuentra entre los ingredientes empleados. En el salmorejo la única hortaliza que se emplea (con la excepción del ajo) es el tomate, mientras que en el gazpacho se emplean, además del tomate, otras hortalizas. El salmorejo debe servirse de inmediato a los comensales y en rara ocasión se almacena, mientras que el gazpacho permite estar refrigerado durante algunas horas tras su majado. Otras diferencias se pueden encontrar debido al análisis sensorial de ambos, entre ellas cabe destacar los diferentes aromas (debido al empleo de ingredientes diferentes) así como el ya mencionado de la textura.
Al analizar la similitud entre ambas preparaciones, cabe destacar, que tanto el salmorejo como el gazpacho pertenecen a la categoría de las sopas frías de la cocina de Andalucía, además ambas poseen el color rojo debido al colorante licopeno de las hortalizas empleadas (generalmente tomate). A pesar de ello, en algunas ocasiones, el salmorejo suele ofrecer un color final rojo pálido, tirando al rosáceo. Ambas se sirven con variados tropezones en platos hondos o boles. Estas características similares hacen que muchas personas confundan ambos platos, debido en parte a que a simple vista son aparentemente similares.

## Usos
El salmorejo cordobés se suele emplear generalmente como un alimento servido como primer plato en un plato hondo o cuenco. La evolución ha hecho que sea habitual que sea servido, en algunas ocasiones, como una tapa que hace de salsa de remojo de otro alimento, generalmente frito. A veces es servido con diferentes tostas, y tortilla española. En la cocina moderna es frecuente encontrarlo como una salsa de acompañamiento. En la nueva cocina se suele emplear como un elemento decorativo, e incluso de acompañamiento o salsa. En algunas ocasiones se emplea el salmorejo también como un medio para macerar ciertos alimentos crudos, como la carne y los pescados.

## Otras denominaciones

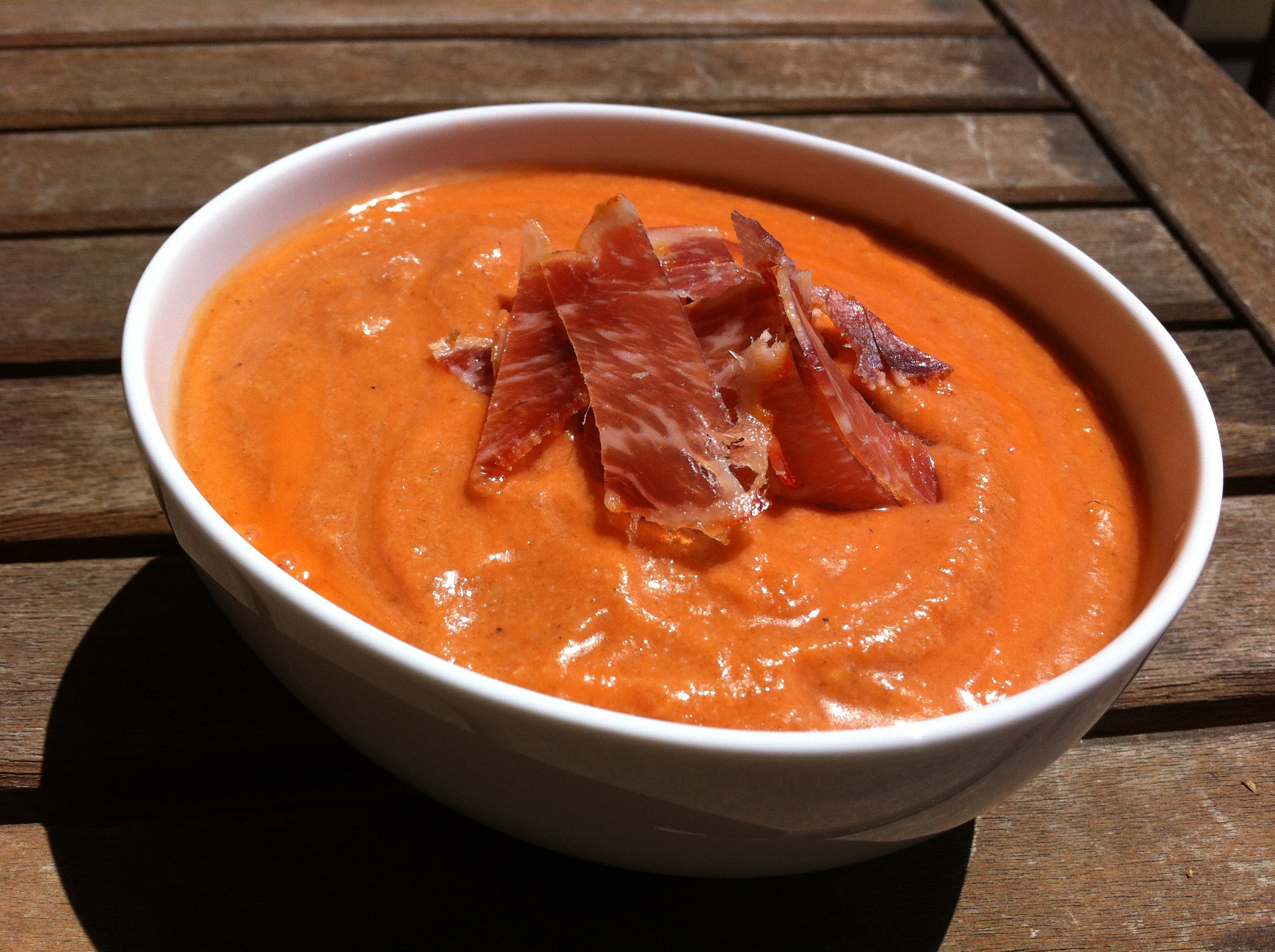
Forma de preparar alimentos habituales y modestos de Andalucía.

El salmorejo es una forma de preparar alimentos habituales y modestos de Andalucía. Lo más habitual es que existan variantes muy cercanas, no sólo en la provincia de Córdoba, sino en otras partes del territorio español. Como ejemplo cabe destacar la porra antequerana, de consistencia más espesa que el salmorejo, y que constituye uno de los principales platos típicos de la cocina antequerana (Antequera, Málaga). En ciertos pueblos del interior de la provincia de Córdoba, como en el municipio cordobés de Adamuz, se le suele llamar coña, aunque en este caso no lleva miga de pan, sino únicamente las verduras, quedando con una textura espesa y sirviendo como salsa para acompañar algunas carnes. Es conocida la variante denominada salmorejo adamuceño (denominada igualmente como migas adamuceñas). En otras regiones cordobesas se prepara el carnerete que difiere del salmorejo en la fritura de la miga del pan, y del pimiento (en lugar del tomate) como proporcionador del color rojo. El salmorejo rondeño muy similar a una ensaladilla rusa, con su huevo duro, patatas y mahonesa. En la población de Villanueva de Córdoba se elabora el salmorejo jarote, que es totalmente diferente al cordobés, ya que se trata de una sopa fría que contiene una combinación de carnes asadas y huevo duro. El carnerete de la provincia de Córdoba, es una especie de salmorejo que emplea pan tostado.
En la zona mediterránea existen preparaciones similares al salmorejo, una de ellas, el pancotto, es un pan que se hierve en una salmuera con ajo y aceite.

## Salud
El salmorejo cordobés posee un aporte nutricional que ronda las 70 kcal/100 ml, suponiendo que una ración posea 250 ml de volumen esta bebida aportaría a una persona unas 175 kcal. El aporte de hidratos de carbono en el salmorejo procede principalmente del empleo del pan. El contenido de nutrientes dependerá fundamentalmente de la proporción de ingredientes empleados en su preparación, esta proporción puede variar según las zonas y según los gustos locales. El tomate aporta licopeno, un antioxidante natural, incluyendo un aporte de acidez. El ajo posee diversos compuestos organosulfurados, además de propiedades vasodilatadoras (propiedades ideales en los meses de verano). El empleo del aceite de oliva virgen extra incluye los polifenoles y su contenido en vitamina E.
Sin embargo la principal virtud del salmorejo es que es un alimento completo, ya que aporta los hidratos de carbono del pan, las proteínas del huevo duro y el jamón serrano, y las grasas del aceite de oliva virgen extra, además, como ya se ha dicho el tomate aporta licopeno, antioxidante natural que el cuerpo absorbe en presencia de las grasas, aportadas por el aceite de oliva, por lo que el salmorejo es un alimento completo y muy sano.

## En la actualidad

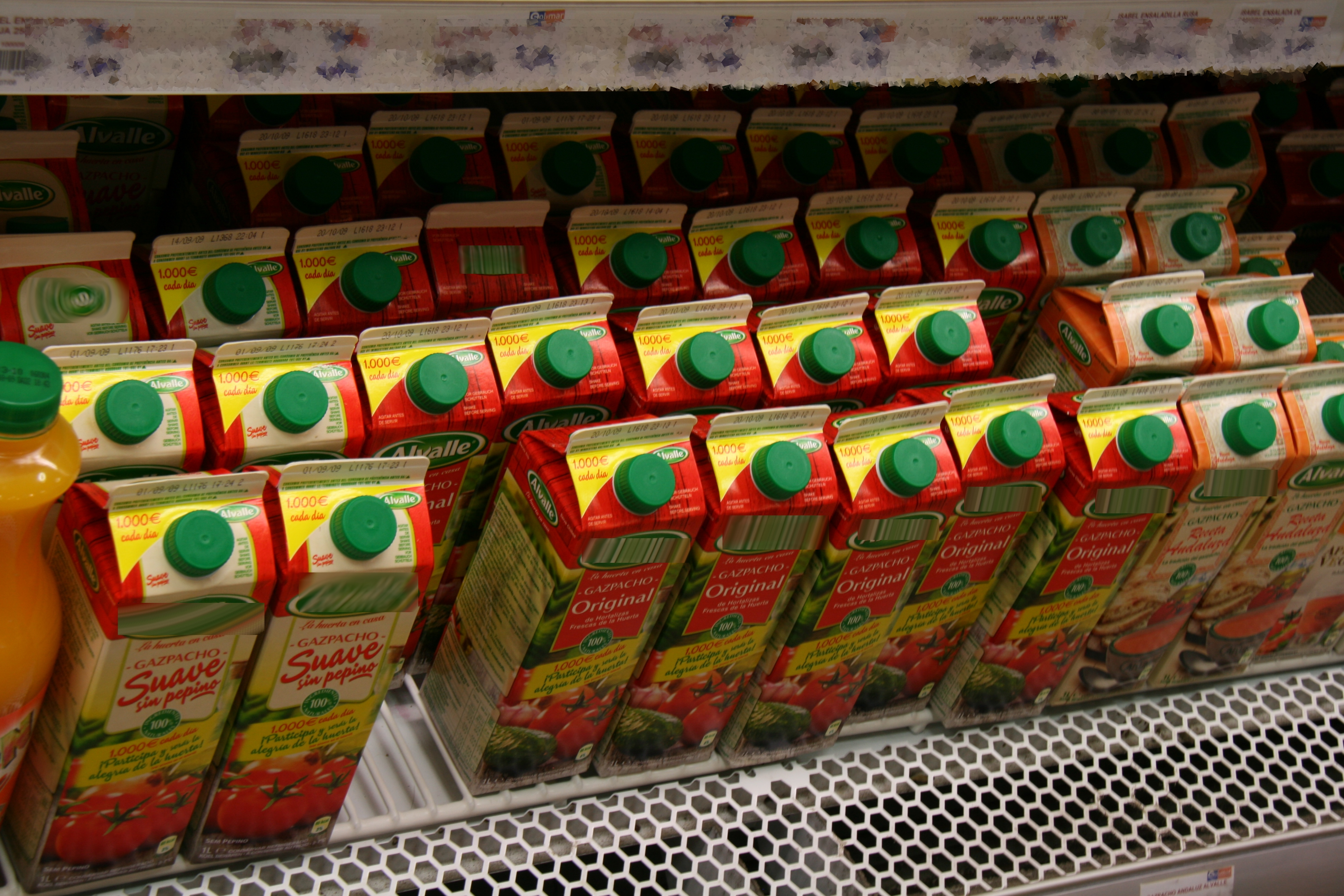
Los salmorejos pueden presentarse en Tetra-Brick, un procesado moderno que permite la accesibilidad a los consumidores españoles.

El salmorejo ha ido evolucionando desde los primeros majados laboriosos en mortero a golpe de brazo, hasta los salmorejos que se elaboran mediante el empleo de las modernas batidoras eléctricas, y robots de cocina. La incorporación de estos nuevos medios de trituración ha incrementado su popularidad, haciendo fácilmente disponible el plato. Estos modernos procesos culinarios aplicados al salmorejo, no sólo han simplificado su elaboración, sino que han permitido acelerar el proceso. Haciendo que el salmorejo, que antes llevaba tiempo, ahora sea fácilmente cosa de minutos servirlo.
Uno de los logros que se incorporó al salmorejo a finales del siglo XX fue su envasado. Algunas empresas españolas lograron realizar el envasado con éxito del producto. En el envasado y comercialización es muy importante la vigilancia del pH (nivel de acidez) que se suele ajustar con vinagre a unos valores entre 3.8 y 4. Este pH de carácter ácido es importante porque evita reacciones de oxidación al mismo tiempo que alteraciones microbiológicas en el producto. Estos envases con salmorejo se suelen pasteurizar y presentarse en el mercado español en formato de Tetra Brik o terrinas, fácilmente accesibles en la zona de refrigerados de los supermercados españoles. La pasteurización se realiza para evitar la contaminación por diversos cultivos bacterianos (como puede ser, por ejemplo, la bacillus cereus)
El empleo culinario del salmorejo cordobés en la actualidad se ha ampliado, y resulta habitual ver presentaciones en las que se muestra como una salsa de decoración de algunos platos de la nueva cocina española. Frecuentemente se montan platos con una base de salmorejo, generalmente de pescado como puede ser el bacalao. Uno de los primeros usos en la alta cocina fue iniciado por el cocinero español Ferrán Adriá, que elaboró un salmorejo con bogavante. Uno de los nuevos usos modernos del salmorejo permite nuevos conceptos en la cocina en miniatura, bien sea también en la elaboración de nuevas tapas. En el uso de salmorejos coloreados, se suele encontrar recetas con otros ingredientes distintos del tomate, como es la remolacha. Otro ejemplo de ingrediente novedoso en la preparación del salmorejo es el que recurre a las cerezas2.

## Variantes

### Salmorejo jarote
Salmorejo que se realiza en numerosos términos de la comarca del Valle de los Pedroches, llamada también salmorejo jarote por Villanueva de Córdoba, se toma tanto como primer plato como postre para finalizar una buena comida.

### Jarria
La jarria es una sopa fría, que se come en Sevilla, concretamente en la zona de La Puebla de Cazalla y pueblos cercanos. Está hecha al igual que el salmorejo cordobés, con tomate, pan, ajo y aceite de oliva.